# Borek Sedlák
Pour les articles homonymes, voir Borek.
Borek Sedlák (né le 15 juin 1981 à Jablonec) est un sauteur à ski tchèque.

## Palmarès

### Jeux olympiques
| Épreuve / Édition | Turin 2006 |
| Petit Tremplin    | 38e        |
| Grand Tremplin    | 40e        |
| Par équipes       | 9e         |

### Championnats du monde
| Épreuve / Édition | Épreuve / Édition | Oslo 2011 |
| Petit Tremplin    | Petit Tremplin    | 27e       |
| Par équipes       | PT                | 7e        |

### Championnats du monde de vol à ski
| Épreuve / Édition | Kulm 2006 | Oberstdorf 2008 | Planica 2010 |
| Individuel        |           | 31e             | 26e          |
| Par équipes       | 8e        | 6e              | 5e           |

### Coupe du monde
- Meilleur classement général : 47e en 2008.
- Meilleur résultat individuel : 10e.